# Catonius Iustus
Catonius Iustus († 43 n. Chr.) war ein Militär der frühen römischen Kaiserzeit.
Catonius Iustus war ein hochrangiger Centurio einer der drei pannonischen Legionen, die nach der Thronbesteigung von Tiberius 14 n. Chr. revoltierten. Als Drusus den Aufstand niederschlug, wurden Catonius Iustus und einige weitere Personen zu Tiberius geschickt, um diesen um Begnadigung zu bitten.
Die nächste Nachricht über Catonius Iustus liegt erst für das Jahr 43 n. Chr. vor, als er als Prätorianerpräfekt amtierte. In diesem Jahr wurde er auf Befehl der Kaiserin Valeria Messalina ermordet, angeblich, weil er Claudius von ihren sexuellen Ausschweifungen berichten wollte, die sie bisher vor ihrem Gatten zu verbergen verstanden habe.